# Абу-ль-Аля аль-Мааррі
Абу ль-Аля аль-Мааррі Агмад ібн Абдаллаг (* 973 — † 1057; араб. ن سليمان التنوخي المعري.) — арабський поет і філософ.

## Біографія
Народився в місті Мааррет-ен-Нууман (Сирія). У ранньому дитинстві втратив зір. Найвизначніші твори, що дійшли до нас, — збірки віршів «Необхідність того, що не є необхідним» («Обов'язковість необов'язкового»), «Іскри від кресала», філософські трактати — «Послання про прощення», «Послання про ангелів». В поезіях викривав релігійні забобони. Під «богом» Абу ль-Аля аль-Мааррі розумів абстрактне уособлення ідеї «долі». Поет гостро переживав несправедливість сучасного йому ладу. Світогляд і настрої поезії Абу ль-Аля аль-Мааррі пройняті песимізмом.

## Твори
- Українські переклади — Кримський А. Пальмове гілля, ч. 3. — К., 1922.